# Palazzo Minotto-Barbarigo

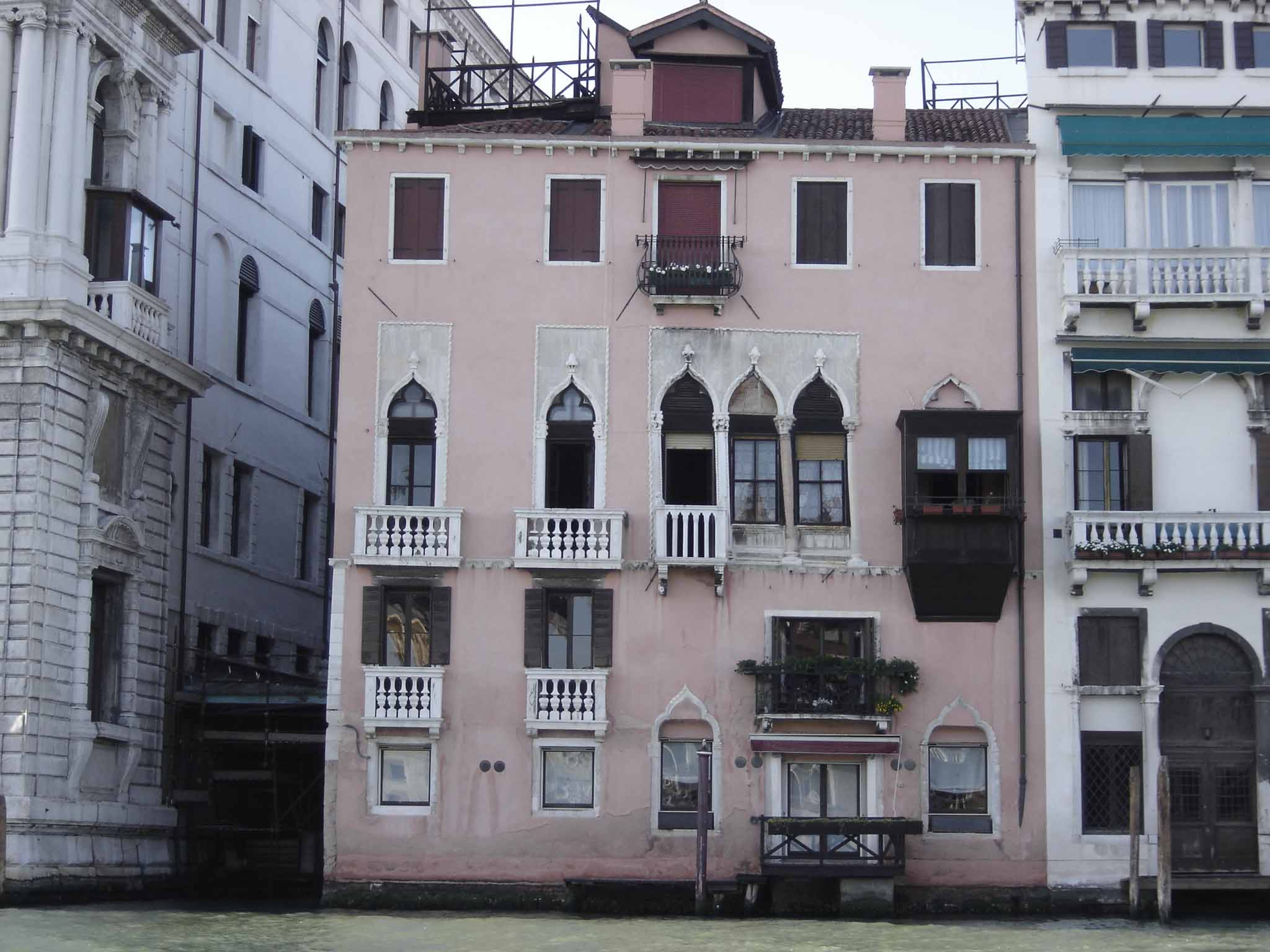
Fassade des Palazzo Minotto-Barbarigo zum Canal Grande

Palazzo Minotto-Barbarigo ist ein Palast in Venedig in der italienischen Region Venetien. Er liegt im Sestiere San Marco mit Blick auf den Canal Grande neben dem Palazzo Corner della Ca’ Granda.

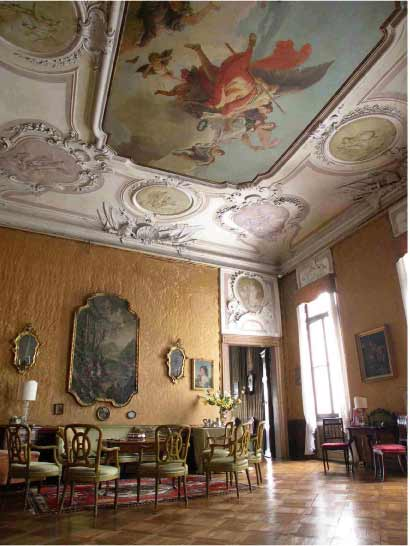
Der sogenannte „Tiepolosaal“, von dem venezianischen Meister hervorragend ausgeschmückt.

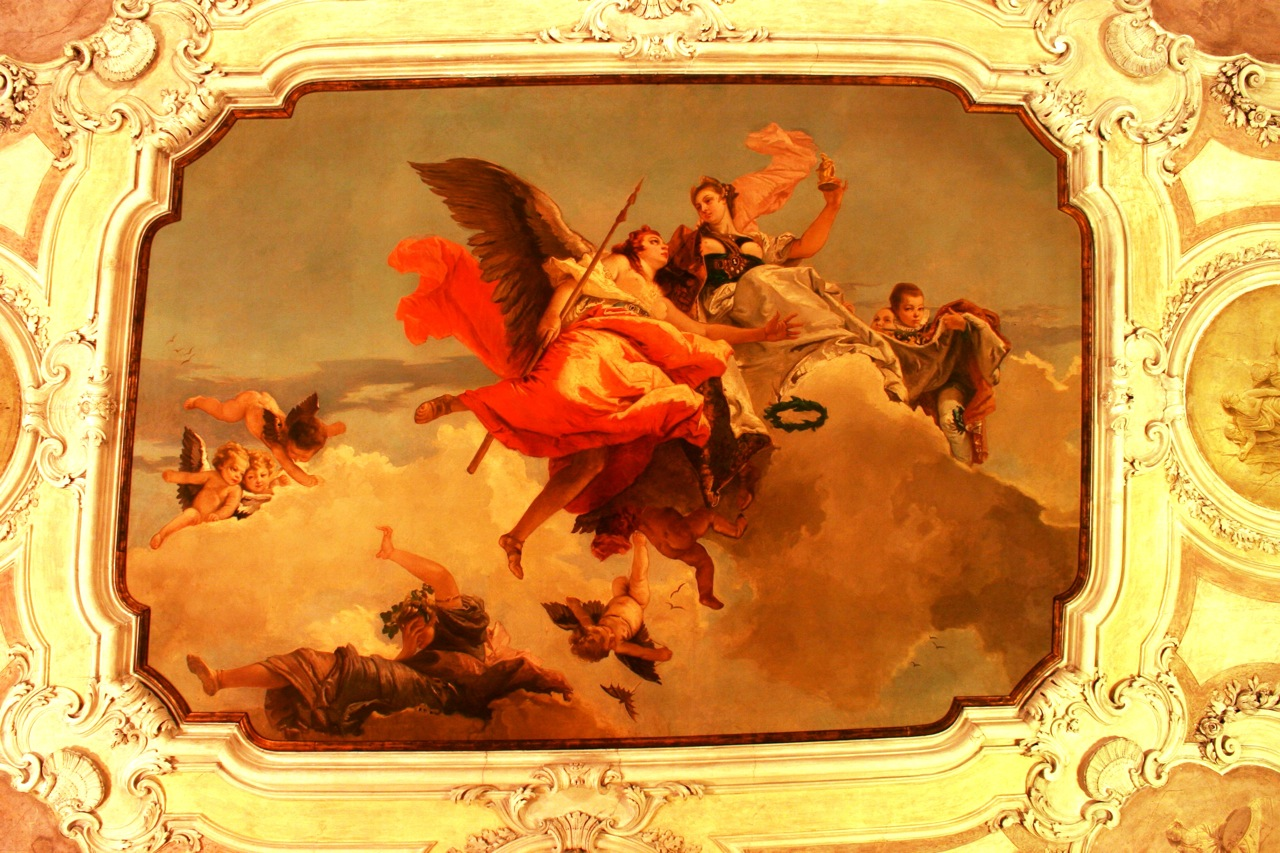
Kopie aus dem Jahre 1900 des „Triumphes des Wissens über die Unwissenheit“ (Ölgemälde von Giovanni Battista Tiepolo, 1745). Das Originalgemälde ist Teil der Sammlung des Ca' Rezzonico.

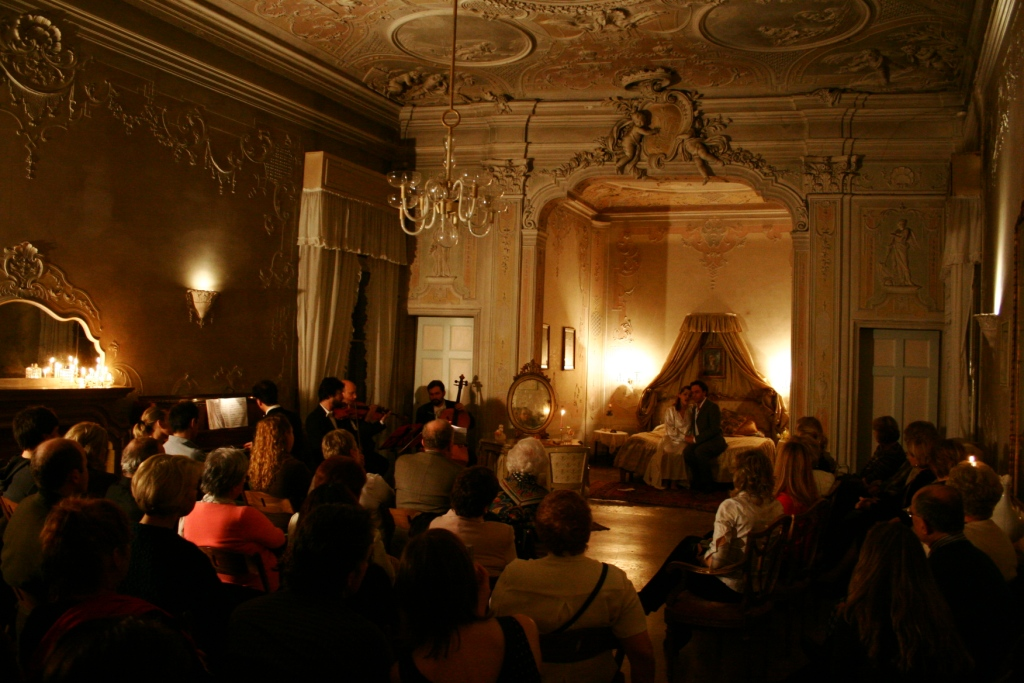
Der Alkoven mit seinen reichen Stuckarbeiten während einer Aufführung von Giuseppe Verdis La Traviata als Teil des Ensembles Musica a Palazzo.

## Geschichte
Nach der Hochzeit von Gregorio Barbarigo mit Caterina Sagredo 1739 wurden die damals bekanntesten Künstler, darunter auch Giambattista Tiepolo, Francesco Fontebasso, Gerolamo Mengozzi-Colonna und Carpoforo Mazzetti gerufen, um den Palast sowohl in seinem byzantinischen Teil (ehemals Palazzo Minotto) als auch dem aus dem 17. Jahrhundert, seit langer Zeit verbunden, zu verschönern.
1741 wurde Mengozzi-Colonna, Quadraturmaler aus Ferrara, für das Ausmalen der in einer Maueraussparung gelegenen und mit zwei Holztüren verschlossenen Hauskapelle entlohnt. 1742 wurde Mengozzi-Colonna auch im Protego, dem zentralen Salon, tätig, wo er die Zeichnungen für die venezianischen Terrassen lieferte.
1741 realisierte der bekannte venezianische Maler Giambattista Tiepolo die Monochrome und zwei der Supraporten, die das große Ölgemälde La Virtu e la Nobilità vincono l'Ignoranza (Tugend und Adel besiegen die Unwissenheit) einrahmen, das heute im Original im Ca' Rezzonico aufbewahrt wird und durch eine Kopie aus dem 20. Jahrhundert ersetzt wurde.
Die Familie Barbarigo starb 1804 mit dem Tod der Salonlöwin Contarina Barbarigo aus, und den Palast erbte die Familie von Marcantonio Michiel. Heute gehört das Hauptgeschoss mit seiner barocken Ausstattung der Familie Franchin und ist seit 2005 Sitz der Kulturvereinigung Musica a Palazzo. Dort setzt sie Opernaufführungen in Szene setzt, die von den Prinzipien des Salotto Musicale des 19. Jahrhunderts inspiriert sind.

## Beschreibung
Das Gebäude besteht aus zwei Bauwerken, die im 17. Jahrhundert vereinigt wurden: Der ältere Teil, Sitz der Musica a Palazzo, war ursprünglich der Palazzo Minotto, ein gotisches Gebäude aus dem 15. Jahrhundert mit byzantinischen Friesen aus dem 12. Jahrhundert, wogegen der Palazzo Barbarigo der neuere Teil ist, der im 17. Jahrhundert entstand.
Im Inneren gibt es nussbaumfurnierte Türen aus der Zeit Ludwig XIV., die mit Bronzegriffen aus Weinblättern versehen sind.
Die gesamte Ausschmückung symbolisiert die kulturellen Interessen des Paares „Gregorietto“ und Caterina Sagredo, die damals jung verheiratet waren. Vier Monochrome zeigen die Wissenschaften: die Geschichte, die Astronomie, die Geografie und die Astrologie. Die anderen vier mit mischlinearen Rahmen stellen die Künste dar: die Malerei, die Bildhauerei, die Musik und die Dichtkunst. Auf den Supraporten hat Tiepolo Fresken des Verdienstes und des Überflusses gemalt. Dieser Zyklus zeigt den Einfluss des Klassizismus, der sich in diesen Jahren in der Stadt gerade auf ornamentalen Motiven, antiken, skulpturalen Stücken, Sarkophagen, Amphoren und Vasen etablierte, vereinigt in der „olympischen Grazie“ der abgebildeten Figuren. Das Wohnzimmer wurde als Zimmer der „Saggezza“ (Weisheit) definiert, gerade, weil es die Vision des Auftraggebers steigerte: Der gesamte Zyklus der Monochrome feiert die Künste und die Wissenschaften, die Wohlergehen und Adel vermitteln. Auf dem zentralen Gemälde, das Tiepolo in den Jahren 1744/1745 schuf, taucht neben den weiblichen Figuren, dem Adel und der Tugend ein Page mit dem Zug des Adels auf, ein Porträt des Sohnes des Malers, Giuseppe Maria. Zu seiner Linken sieht man das Gesicht einer anderen Person, die ein Selbstporträt des Künstlers sein könnte. Die Figur der Unwissenheit zieht in ihrem Fall ein geflügeltes Wesen mit, das die Fledermaus, das Zeichen des Lasters, hält, beide besiegt von der Tugend und dem Adel, ein beliebtes Thema, das die Auftraggeber erfreute. Die Abbildung zeigt stilistisch die von Tiepolo erreichte Reife mit hoher Ausführungsqualität unter Berücksichtigung veronesischer Modelle.
Carpoforo Mazzetti, Schüler von Abbondio Stazio, beide aus dem Tessin, hat die Stuckarbeiten im Alkoven im Rocaille-Stil erstellt, bestehend aus dem zentralen Raum für das Bett und den beiden Seitenflügeln mit kleinen Türen, die mit Spiegeln verziert sind. Das Wappen des mittleren Raumes ist mit schildtragenden Putten mit gedrehten Schultern und Blick in den Alkoven verziert. Marzetti schuf auch die Stuckarbeiten des Speisesaales, die eine mythologische Szene in blassen Pastelltönen und bunte Tiere zeigen, die Effekte von ausgeprägtem Realismus aufweisen.